# Ваки ибн аль-Джаррах
Абу Суфьян Ваки ибн аль-Джаррах ар-Руаси (араб. وكيع بن الجراح‎; род. 746, Куфа) — знаменитый иракский хадисовед.

## Биография
Родился в 746 году в Куфе, где его отец был главой байт аль-мал. Начинал обучение исламским наукам, прежде всего хадисоведению, у своего отца. Ибн Хаджар аль-Аскаляни приводит в своём труде Тахзиб (XI, 124-5) приводит длинный список его учителей и учеников. Среди учителей Ваки были такие известные богословы как Исмаил ибн Абу Халид, Икрима ибн Аммар, аль-Амаш, аль-Аузаи и Малик ибн Анас.
Его слава была настолько велика, что он считается главным из мухаддисом своего времени, несмотря на приписываемые ему ошибки в передачах хадисов. В общем, он, вероятно, производил впечатление на своих современников. Сообщается, что он аббасидский халиф Харун ар-Рашид предложил ему должность судьи, но он отказался из-за страха впасть в зависимость от власти и его аскетизма.
Ваки имел феноменальную память, и говорили, что его никогда не видели с книгой в руке.
Известны несколько его работ:
- Тафсир аль-Куран ас-Сунан,
- аль-Марифа ва ль-тарих,
- аль-Мусаннаф,
- Зухд[1].